# Dead Fury
Dead Fury ist ein Zeichentrickfilm aus dem Jahr 2008. Der Film verwendet einen ähnlichen Stil wie City of Rott.

## Inhalt
Max, Pop, Jen und Jake jagen Hirsche. Zuvor hatte ein Wanderer ein uraltes Zauberbuch gefunden und sich nach dem Lesen einiger Zeilen in einen Dämon verwandelt. Als die Gruppe Geräusche im Gestrüpp hört, glaubt sie, ein Reh gefunden zu haben. Sie stellen fest, dass es sich um den besessenen Wanderer handelt. Ängstlich schießt die Gruppe auf den Dämon und flüchtet sich in eine nahe gelegene Hütte. Während immer mehr zombiebesessene Kreaturen die Gruppe angreifen, nutzen sie alle verfügbaren Mittel, um sich zu verteidigen. Als die Gruppe beginnt, einer nach dem anderen besessen zu werden, bleibt nur Max übrig und er muss gegen die Kreaturen um sein Leben kämpfen.

## Produktion und Veröffentlichung
Wie bei City of Rott übernahm Frank Sudol die Aufgaben selbst, einschließlich Synchronisation, Animation, Musik, Drehbuch und Regie. Der Film wurde am 8. August 2008 von Unearthed Films auf DVD veröffentlicht. Am 23. Januar 2009 erschien der Film in einer ungekürzten Fassung mit der Altersfreigabe „ab 16 Jahren“ in Deutschland.

## Rezeption
DVD Talk erklärte, dass der Film „buchstäblich eine Ein-Mann-Show ist“ und beschrieb den Film als „grob animierte Geschichte“. Außerdem gaben sie an, dass der Film „eine sehr interessante Kuriosität“ sei, die besser für einen 25-minütigen Kurzfilm geeignet ist.short. Film Threat nannte den Film als eine „schamlose Kadikatur“. Dread Central sagte, dass der Film City of Rott übertrifft!